# Корганжарський сільський округ
Корганжа́рський сільський округ (каз. Қорғанжар ауылдық округі, рос. Корганжарський сельский округ) — адміністративна одиниця у складі Нуринського району Карагандинської області Казахстану. Адміністративний центр та єдиний населений пункт — село Карім Минбаєв.
Населення — 801 особа (2021; 1015 у 2009, 1310 у 1999, 1383 у 1989).
Станом на 1989 рік існувала Корганжарська сільська рада (села Івановка, Кизилшилік). 2007 року було ліквідовано село Кизилшилік.

## Склад
До складу округу входять такі населені пункти:
| Населений пункт     | Населення, осіб (1989) | Населення, осіб (1999) | Населення, осіб (2009) | Населення, осіб (2021) |
| ------------------- | ---------------------- | ---------------------- | ---------------------- | ---------------------- |
| Карім Минбаєв, село | 1331                   | 1285                   | 1015                   | 801                    |
| Кизилшилік, село    | 52                     | 25                     | -                      | -                      |